# Русаки (Поречский сельсовет, Дятловский район)
Русаки́ (бел. Русакі) — деревня в Поречском сельсовете Дятловского района Гродненской области Белоруссии. По переписи населения 2009 года в Русаках проживало 20 человек.

## Этимология
Название деревни образовано от этнонимов «русский», «русин».

## География
Русаки расположены в 15 км к северо-западу от Дятлово, 143 км от Гродно, 27 км от железнодорожной станции Новоельня.

## История
В 1624 году упоминается как село Русский Розвад в составе Дятловской (Здентельской) волости во владении Сапег.
В 1880 году Русаки — деревня в Пацевской волости Слонимского уезда Гродненской губернии (37 жителей).
Согласно переписи населения 1897 года в Русаках насчитывалось 23 дома, проживало 143 человека. В 1905 году — 147 жителей.
В 1921—1939 годах Русаки находились в составе межвоенной Польской Республики. В 1923 году в Русаках имелось 22 хозяйства, проживал 131 человек. В сентябре 1939 года Русаки вошли в состав БССР.
В 1996 году Русаки входили в состав колхоза «Поречье». В деревне насчитывалось 24 хозяйства, проживал 41 человек.